# Kokocko
Kokocko is een plaats in het Poolse district  Chełmiński, woiwodschap Koejavië-Pommeren. De plaats maakt deel uit van de gemeente Unisław en telt 470 inwoners.